# Gauntlet Ridge
Gauntlet Ridge (englisch für Stulpengrat) ist ein abgeflachter und hauptsächlich vereister Gebirgskamm in Form einer Halbinsel im ostantarktischen Viktorialand. Er trennt die unteren Abschnitte des Nascent Glacier und des Ridgeway-Gletschers voneinander, wo diese in die Lady Newnes Bay münden.
Das New Zealand Antarctic Place-Names Committee verlieh ihm 1966 einen deskriptiven Namen, da er in seiner Form an eine Stulpe erinnert.